# Блукаючі скелі

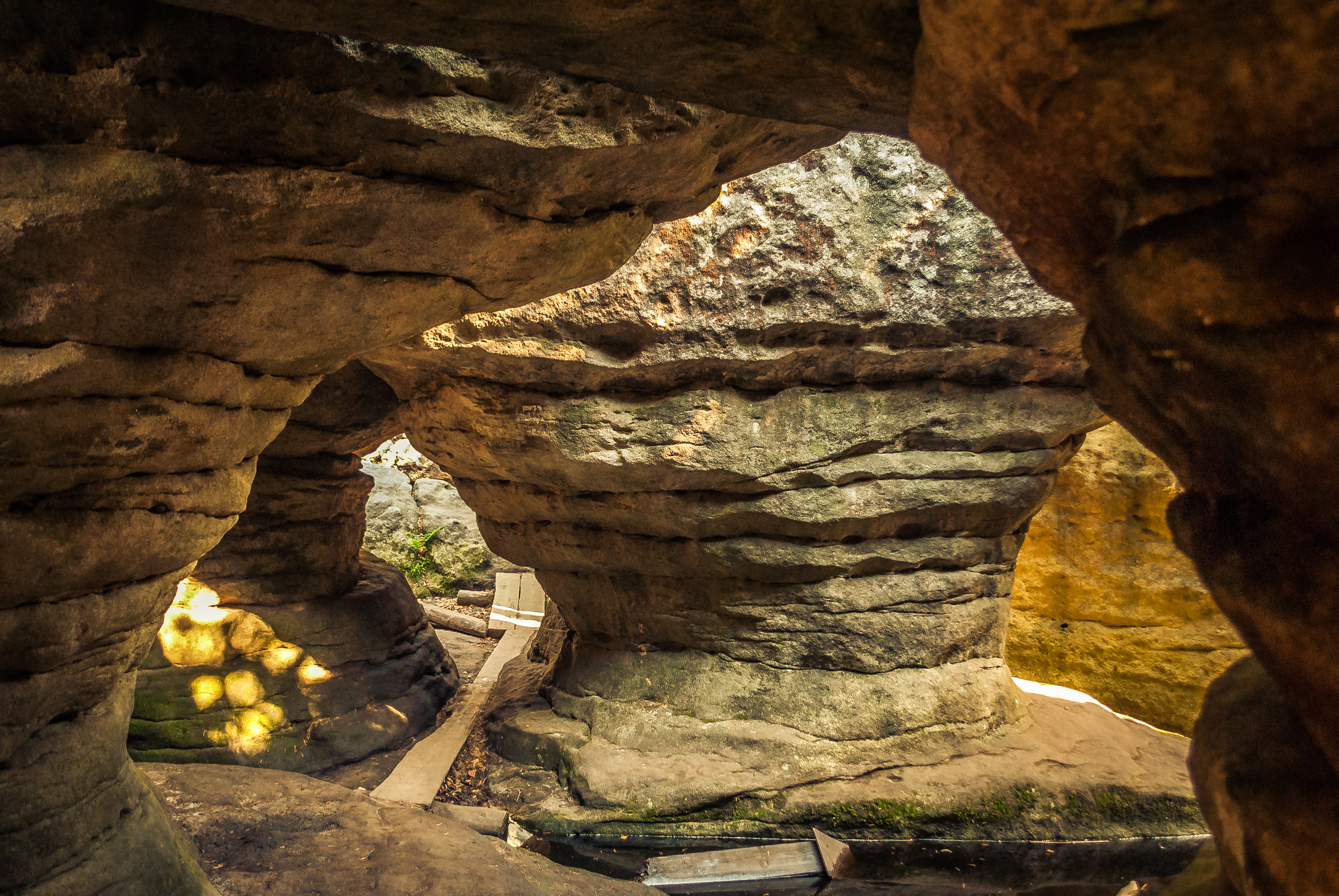
Блукаючі скелі — коридори

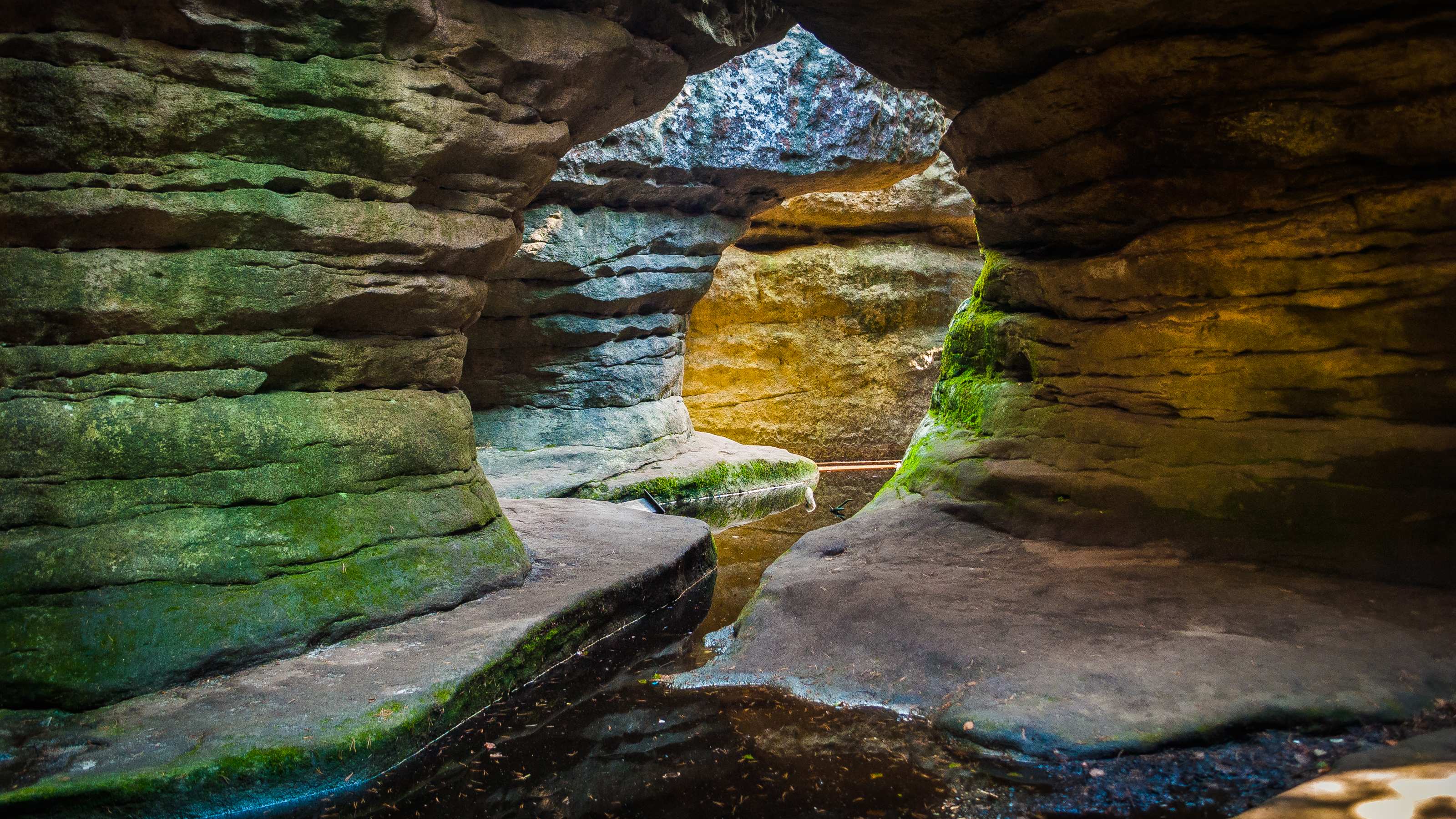
Блукаючі скелі — коридори

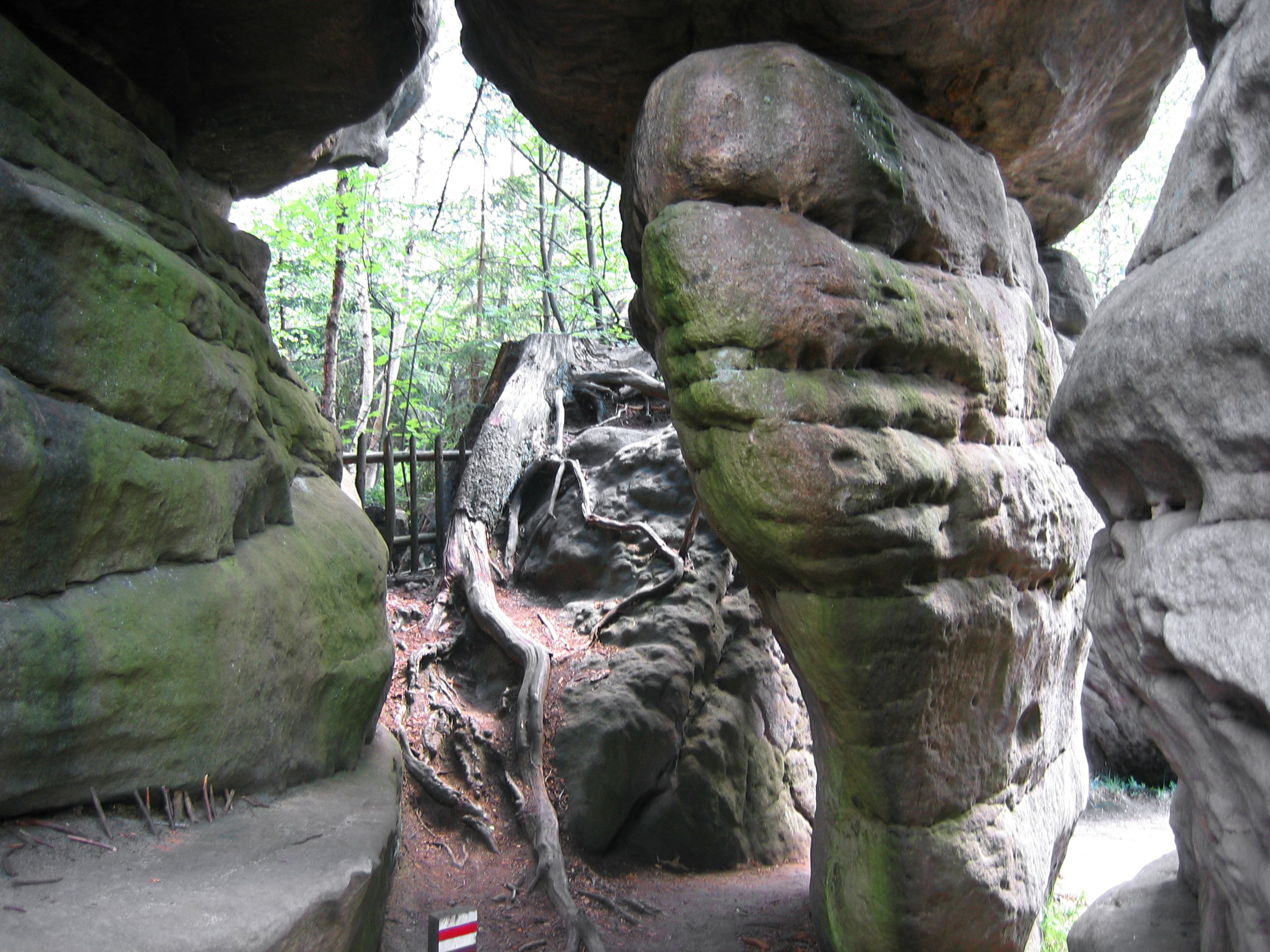
Блукаючі скелі — скеля, відома як «Корабель»

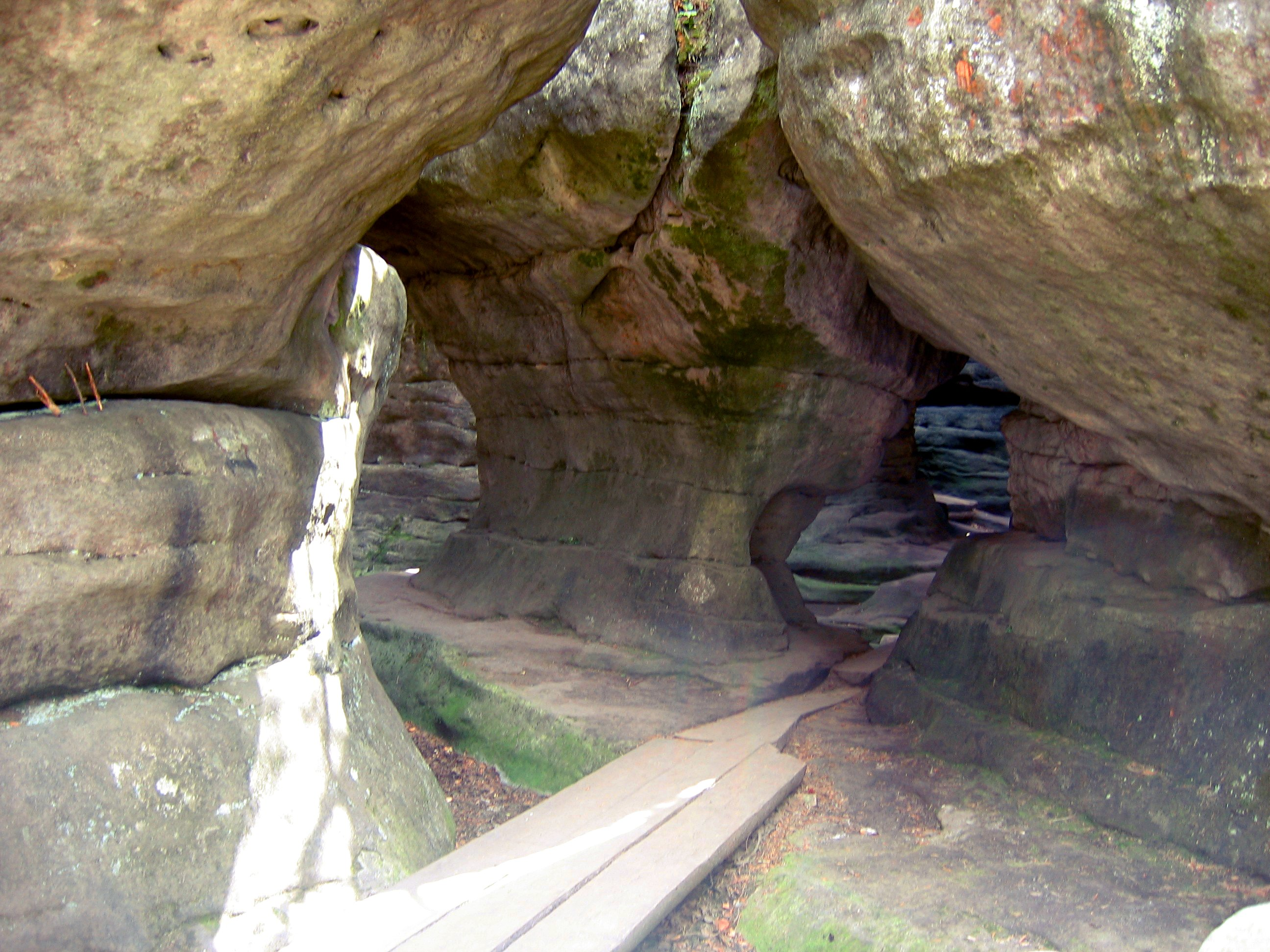
Блукаючі скелі — коридори

Блукаючі Скелі (Заблукані скелі, Оманливі скелі) (пол. Błędne Skały, нім. Wilde Löcher, чеськ. Bludné skály) — сукупність скельних блоків на висоті 853 м над рівнем моря, що утворюють мальовничий лабіринт коридорів (скельне місто), розташовані на південному заході Польщі в Центральних Судетах в Столових горах.

## Місцезнаходження
Лабіринт розташований на терені Національного парку Столових гір і охоплює північно-західну частину столової гори Скальняк. Знаходиться між Кудова Здруй і Карлувом, недалеко від кордону з Чехією. Найближче місто — Буковина Клодзька. Площа близько 21 га був природним заповідником (до створення Національного парку Столових гір).

## Виникнення
На дні верхньокрейдяного моря відклалися товсті пісковикові родовища. У третинному періоді під час альпійського орогенезу вони піднялися разом із усіма Судетами. Потім почався довгий період ерозії і впливу вивітрювання. Через нерівномірну стійкість окремих шарів гірських порід до вивітрювання та розширення ущелин, що розрізали масив у три сторони, були створені коридори різної ширини глибиною в кілька метрів.

## Туристичні маршрути
Два позначені туристичні маршрути ведуть через Блукаючі скелі:
- — від Душники-Здруй до Карлува
- — від Поляниця-Здруй до Карлува,
- туристичний маршрут у кілька сотень метрів пролягає між різними скельними формами, такими як скельні клуби, гриби чи жердини[1]. Деякі скелі мають власні назви, такі як Столовий валун, Тунель, Кухня або Крива Стопка[1]. У найбільш вузьких місцях туристи повинні стискатися між скелястими вузькими щілинами на кілька десятків сантиметрів[1].

## Назва
Протягом декількох років після закінчення Другої світової війни, Блукаючі Скелі називалися вовчі діри (походить від нім. Wilde Löcher). Такий термін вживали, між іншим військові Сил охорони кордону в ситуаційних доповідях, журналісти у звітах у пресі або деякі автори путівників, такі як Анна та Ігнацій Поточчі. Іноді Блукаючі Скелі порівнювали з руїнами замку. За легендою, Блукаючі Скелі створив Liczyrzepa.

## Цікавинки
У Блукаючих Скелях були зняті такі фільми: Хроніки Нарнії: Принц Каспіан, Друг щасливого диявола та Чарівник (телесеріал).